# Сейидов, Мирали Миралекпер оглы
Мирали Миралекпер оглы Сейидов (5 мая 1918, Эривань — 26 апреля 1992, Баку) — азербайджанский советский мифолог-тюрколог, литературовед, литературный критик, член Союза писателей Азербайджана (1976), доктор филологических наук (1968), профессор (1979), Заслуженный деятель науки Азербайджанской ССР (1982), член-корреспондент Азербайджанской Национальной Академии Творчества.

## Жизнь и деятельность
Сейидов Мирали Миралакпер оглы родился 5 мая 1918 года в городе Эривани в семье конюха. Здесь он окончил начальную школу. В 1938 году окончил Бакинский гидромелиоративный техникум.
Затем учился на азербайджанском отделении в Армянском государственном педагогическогом институте (1938—1944). Параллельно учился на восточном отделении в Ереванском государственном университете (1941—1945). В эти годы работал в редакции газеты «Совет Эрменистаны» корректором, литературным работником, заведующим молодёжным отделом, заместителем ответственного секретаря, сотрудником пресс-службы.
Заведующий отделом средневековой азербайджанской литературы Литературного музея имени Низами Академии наук Азербайджанской ССР (1945—1953), старший научный сотрудник отдела Музея азербайджанской литературы имени Низами Гянджеви (1953—1960), старший научный сотрудник отдела литературных связей (1960—1967), начальник отдела (1967—1980), заведующий отделом азербайджанской мифологии и средневекового фольклора (1980—1988), работал ведущим научным сотрудником отдела народного творчества института (с 1987 года). Входил в состав советской делегации на 4-м Тюркологическом конгрессе, проходившем в Турции в 1982 году, и выступил с докладом «Театральные элементы в азербайджанских церемониях (на основе церемонии Юг)».
Свою литературную деятельность начал в 1941 году с рецензий и очерков, опубликованных в газете «Совет Эрменистаны». С этого периода он время от времени появлялся в прессе. В 1952 году защитил кандидатскую диссертацию на тему «Жизнь и творчество Саят-Новы», а в 1967 году защитил докторскую диссертацию на тему «Азербайджано-армянские литературные связи (С древнейших времен до конца XVIII в.)». Работал над исследованием «Азербайджанская мифология как источник для изучения происхождения азербайджанского народа». Участвовал во всесоюзных тюркологических совещаниях и конференциях.
Умер 26 апреля 1992 года в Баку, похоронен на Аллее почётного захоронения в Баку. На стене дома, где он жил, установлена мемориальная доска. Его именем названа улица в Ясамальском районе.

## Семья
- В 1948 году женился на Наиме Гасанлы гызы Гусейновой (1923—1983).
- Сын Эльчин (1952 г.р.) в настоящее время работает в Министерстве иностранных дел Азербайджанской Республики. От него есть внуки по имени Анар (1981 г.р.), Наима (1994 г.), Мирали (1997 г.р.) и Азер (1997 г.р.).
- Сын Эльдар (1955 г.р.) в настоящее время проживает в Москве. От него есть внуки по имени Эльгюн и Анар.

## Произведения
- Из истории азербайджанско-армянских литературных связей (Насими и Миран). Ереван; Баку: Издательство АН Азерб. ССР, 1963[5];
- Певец народов Закавказья. — Баку: Изд-во Акад. наук Азербайджанской ССР, 1963;
- Азербайджано-армянские литературные связи. — Баку: Изд-во Акад. наук Азербайджанской ССР, 1969.

## Статьи
- М. Сейидов. Некоторые заметки о гунно-азербайджанских мифологических связей на основе этимологического анализа «куар» (гуар) // Вопросы Азербайджанского языкознания (сборник статей). — Б.: Изд. Ак. Наук Аз. ССР, 1967, с. 205—216;
- М. Сейидов. Опыт этимологического анализа Бундурк-Бунтюрк // Доклады АН Азербайджанской ССР, 1969, том ХХV с. 91-93;
- М. Сейидов. Опыт этимологического анализа этнонимов и топонимов Аггоюнлу и Гарагоюнлу // S.M. Kirov adına Azərbaycan Dövlət Universitetinin Elmi Əsərləri (Dil və ədəbiyyat seriyası). — Б.: 1977, № 6, 14-23;
- М. Сейидов. Заметки о гуннской мифологии (по источникам VII в.) // Жур. «Советская тюркология», 1970, № 2, 107—116;
- М. Сейидов. Об этиологии слова «узан» // Жур. «Советская тюркология», 1971, № 1, с. 38-48;
- М. Сейидов. К вопросу о трактовке Йер-Суб в древнетюркских памятниках // Жур. «Советская тюркология», 1973, № 3, с.63-69;
- М. Сейидов. Опыт анализа этнонимов и топонимов «Аггоюнлу» и «Гарагоюнлу» // Научные труды Министерства высшего и среднего образования Аз. ССР, 1977, 17 с.

## Документальные фильмы
- Sənətkar ömrü. Mirəli Seyidov (YouTube)
- Zirvə yollarında. Mirəli Seyidov — 80 (YouTube)
- Yaşamaq yanmaqdır. Mirəli Seyidovun portreti. (YouTube)